# Mohammed Gammoudi

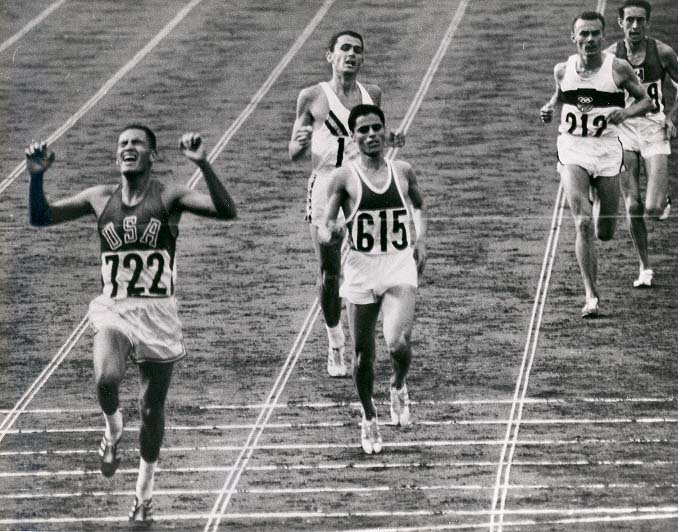
Tóquio 1964, chegada dos 10.000 m: Gammoudi(615) cruza em segundo, após Billy Mills, dos Estados Unidos.

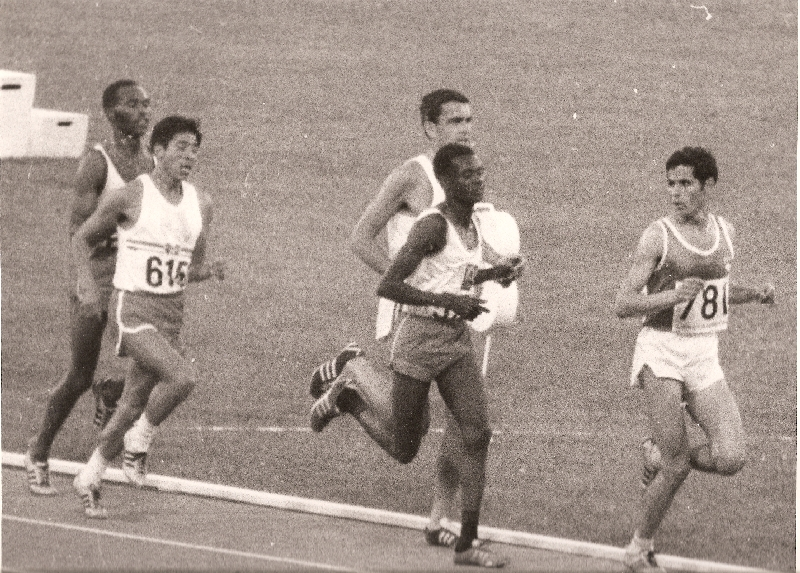
Cidade do México 1968, Gammoudi (781) lidera os 5000 m, onde conquistará a medalha de ouro.

Mohammed Tlili ben Abdallah (em árabe: محمد التليلي بن عبدالله), conhecido como Mohammed Gammoudi, (Sidi Ach, 11 de fevereiro de 1938) é um ex-atleta da Tunísia, campeão olímpico dos 5000 metros na Cidade do México 1968.
Gammoudi é um dos pioneiros da revolução causada pelos grandes corredores de longa distância vindos da África, que mudaram a face do atletismo na segunda metade do século XX.

## Tóquio 1964
Gammoudi começou a chamar atenção no atletismo internacional quando participou dos Jogos do Mediterrâneo de 1963, em Nápoles, Itália, vencendo os 5.000 m e os 10.000 m. Apesar desses resultados, ele chegou ao Japão no ano seguinte para disputar os Jogos Olímpicos de Tóquio como um virtual desconhecido.
O favorito, o recordista mundial Ron Clarke, da Austrália, puxou um ritmo forte durante toda a prova. Faltando uma volta, Clarke havia se livrado de todos os adversários, menos de Gammoudi e do norte-americano Billy Mills. Na reta de chegada, Gammoudi e Clarke lutavam pela liderança, até Gammoudi assumir a frente a 50 m do final, quando foi ultrapassado por fora por Mills, que conquistou a única medalha de ouro dos Estados Unidos nesta prova até hoje, deixando o tunisino com a prata.
Dois dias depois, Gammoudi venceu a sua eliminatória dos 5000 m mas, por razões nunca explicadas, não apareceu para disputar a final.

## Cidade do México 1968
Gammoudi defendeu com sucesso seus títulos anteriores, vencendo novamente os 5.000 e os 10.000m nos Jogos do Mediterrâneo de 1967, esta vez realizados em Túnis, capital de seu país natal.
Desta vez, quando chegou aos Jogos Olímpicos de 1968, na Cidade do México, vinha como um dos favoritos.
Na prova, Gammoudi correu o tempo todo entre os líderes, até nas voltas finais sobrarem apenas ele, Mamo Wolde da Etiópia e Naftali Temu, do Quênia, disputando a ponta. Os dois corredores da África Negra o ultrapassaram nos últimos metros, deixando-o com a medalha de bronze.
Desta vez Gammoudi compareceu à final dos 5.000 m que havia abandonado nos Jogos anteriores. Na prova, ele, Temu, campeão dos 10.000 m dois dias antes, e Kip Keino, também do Quênia, diputaram a ponta até a reta final, mas foi o tunisino quem desta vez levou melhor, cruzando a fita de chegada na frente e conquistando a primeira e até hoje única medalha de ouro da Túnisia no atletismo em Jogos Olímpicos.

## Munique 1972
Nos Jogos do Mediterrâneo seguintes, em Esmirna, na Turquia, Gammoudi ficou apenas com a prata nos 5000 metros. Apesar do desapontamento, ele mais uma vez chegou às Olimpíadas como favorito. Em Munique 1972, apesar da forte concorrência nas duas provas de fundo, o tusinino era bastante cotado para nova medalha de ouro.
Nos 10.000 m, entretanto, ele e o finlandês Lasse Viren chocaram-se e caíram ao chão, com metade da distância percorrida. Viren conseguiu levantar-se e voltar ao grupo - e ganharia a prova com recorde mundial - enquanto Gammoudi, sentindo mais a queda, completou apenas mais uma volta, muito distante do resto do pelotão, e abandonou a corrida.
Nos 5.000 m, nova disputa com Viren. Desta vez, a prova foi iniciada em ritmo mais lento, Gammoudi correu ate os 3000 m junto ao pelotão líder, com mais de dez corredores em formação compacta. No último terço da prova, quatro corredores dispararam para a arrancada final, entre eles Viren, Gammoudi e Steve Prefontaine dos Estados Unidos, com o finlandês superando o tunisino a dez metros da linha de chegada e deixando Gammoudi com a prata, na última grande competição do corredor norte-africano.

## Cross-country
Mohammed Gammoudi também foi um grande corredor de cross-country. No Campeonato Internacional de 1965, na Bélgica, ele ficou em terceiro lugar, e em 1968, em Túnis, conquistou a medalha de ouro. A partir dos anos 70, essa competição seria transformada pela IAAF no Campeonato Mundial de Cross-Country.